# Jysk
‌
JYSK A/S est une chaîne danoise de magasins spécialisés dans le mobilier et les articles pour la maison.
JYSK est le plus grand distributeur danois à l'échelle internationale. Au total, l'entreprise a près de 3500 magasins dans 48 pays et plus de 31 000 employés. Le chiffre d'affaires au cours de l'exercice 2023/24 était de 5,6 milliards d'euros.
JYSK a été fondée par Lars Larsen, qui a ouvert le premier magasin dans la ville danoise d'Aarhus en 1979. La chaîne de magasins est toujours détenue par la famille Larsen, qui est l'une plus connue du Danemark, bien que dans certains pays, la chaîne fonctionne sur un modèle de franchise. Le logo représente une oie.

## Histoire
En 1979, JYSK inaugure son premier magasin à Aarhus, au Danemark. Dix ans plus tard, JYSK Sengetøjslager devient le sponsor principal de l'Association Danoise des Athlètes Handicapés et devient également le sponsor principal d'associations sportives pour personnes handicapées en Norvège et en Suède. L'entreprise sponsorise le handisport au Canada, en Lituanie, en Lettonie, en Estonie, aux Îles Féroé et en Islande.
En 1986, Lars Larsen devient partenaire de Himmerland Golf & Country Club. Vers la fin des années 1990, l'entreprise célèbre l'ouverture du son 500e magasin et co-fonde le Tropical Forest Trust, qui travaille à la protection de la forêt tropicale.
Durant l'année 2000, le fondateur de l'entreprise Lars Larsen devient l'actionnaire majoritaire de l'entreprise Internet de meubles Bolia.com, qui a désormais des showrooms au Danemark, en Norvège, en Suède, en Allemagne et en Chine.
Afin de faciliter son développement, l'entreprise ouvre le plus grand entrepôt d'Europe du Nord. Cet entrepôt d'une superficie de 64 000 m2 va ouvrir ses portes en 2008.
En 2010, JYSK devient le fournisseur officiel de la Reine de Danemark.
Alors que l'entreprise fête son 40e anniversaire en 2019, on apprend le décès de son fondateur Lars Larsen.

## Implantation dans le monde

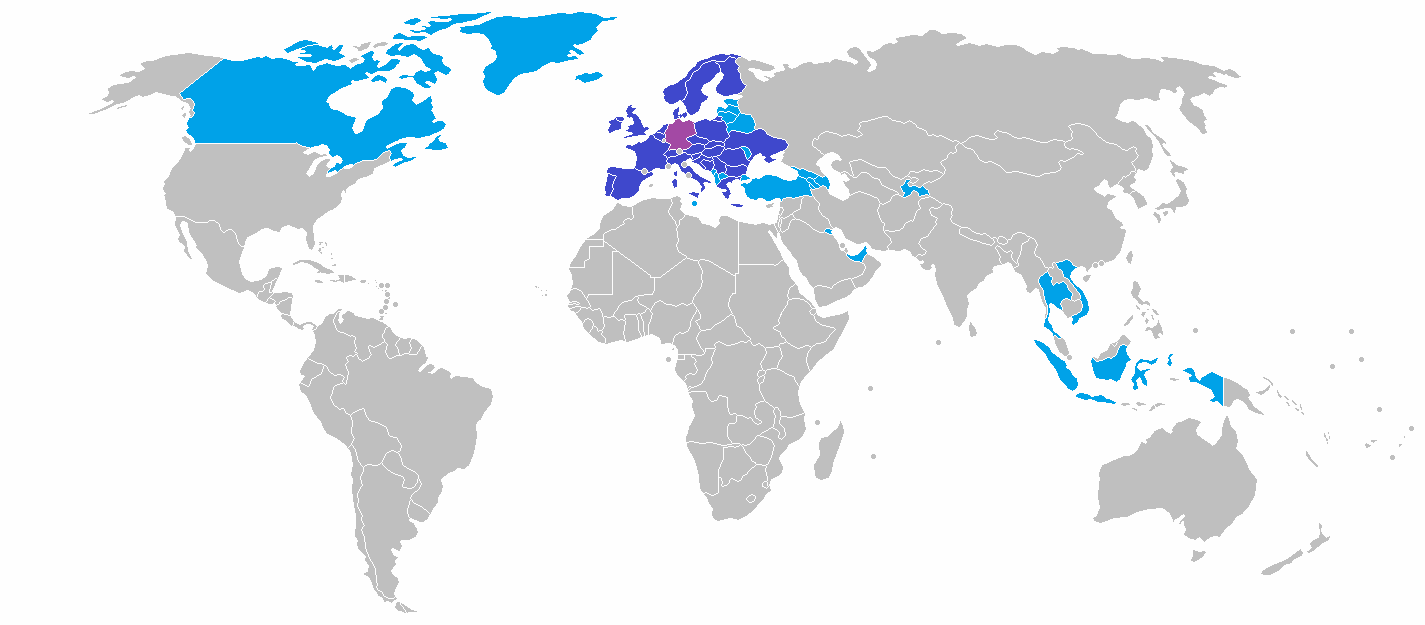
Carte des pays qui possèdent des magasins Jysk.

À partir de 1984, JYSK décide de s'implanter à l'étranger, deux magasins sont donc ouverts en Allemagne et au Groenland. Entre 1986 et 1987 deux nouveaux magasins ouvrent leurs portes dans les Îles Féroé et à Kópavogur en Islande. En 2008, l'entreprise se développe en ouvrant de nouveaux magasins au Royaume-Uni. De 2010 à 2018, l'entreprise ouvre de nouveaux magasins en Indonésie, Biélorussie, à Dubaï ou encore à Singapour.
JYSK est présent dans 48 pays au travers de près de 3500 magasins.

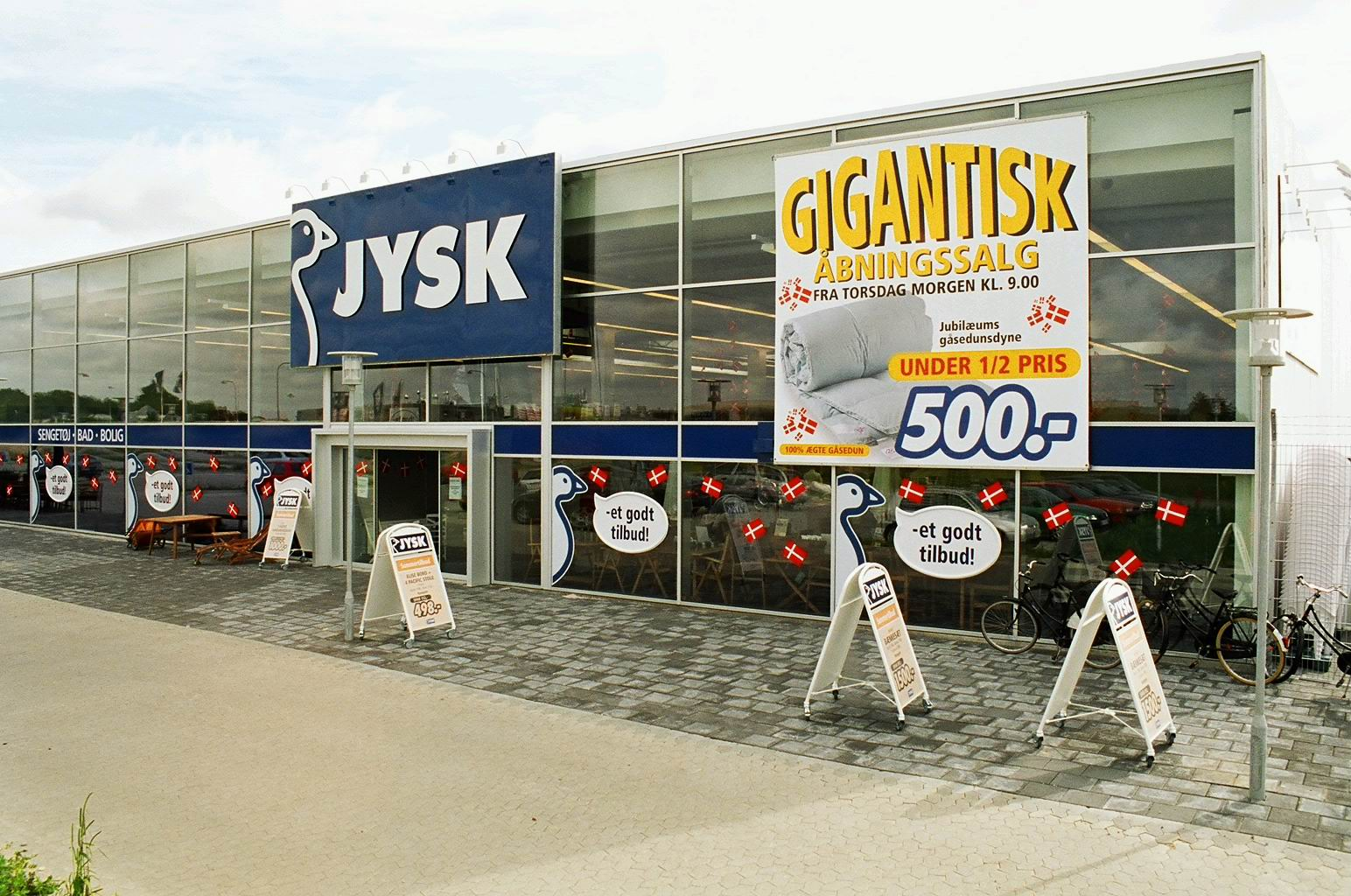
Magasin JYSK au Danemark.
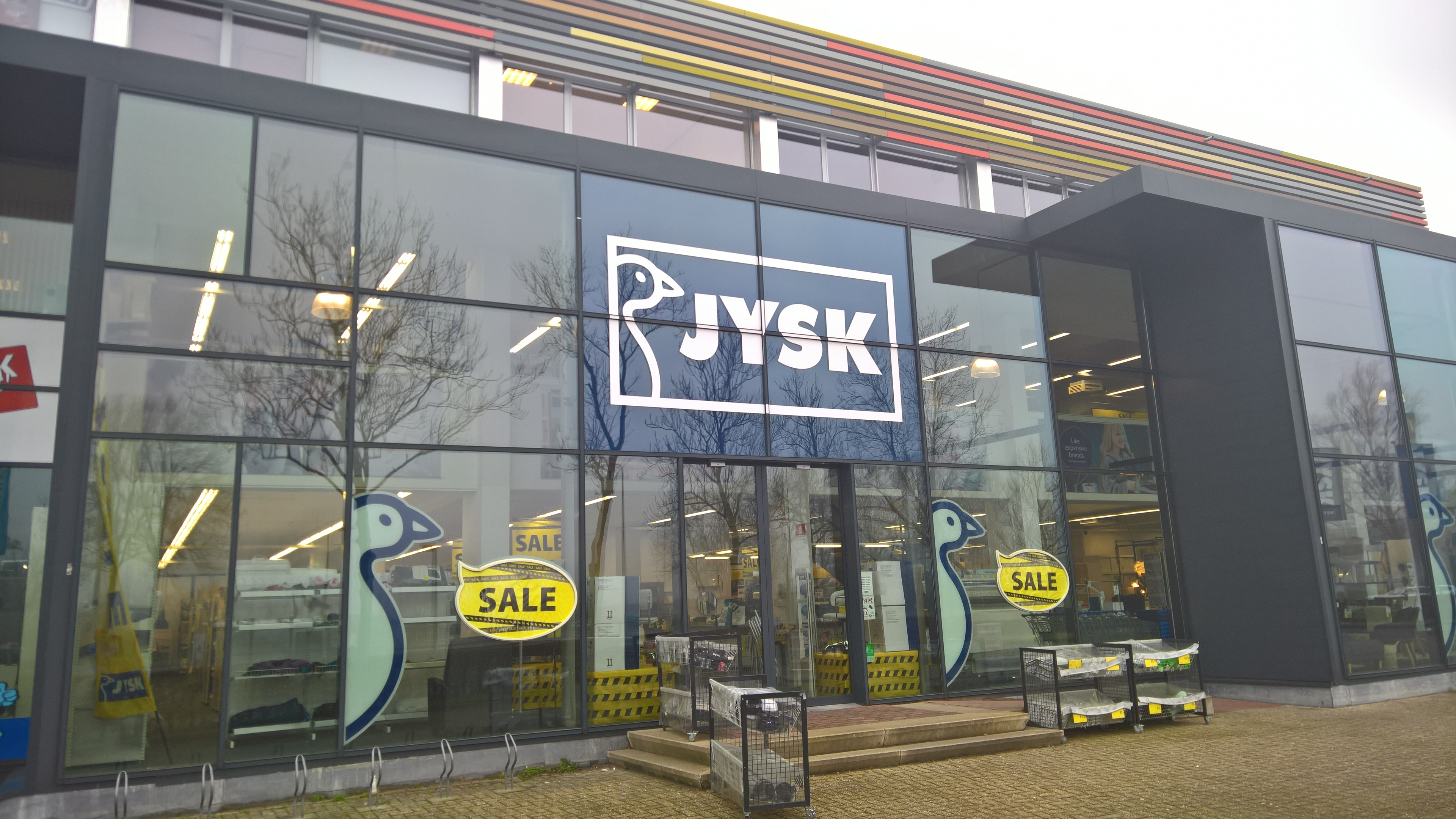
Magasin JYSK aux Pays-Bas.
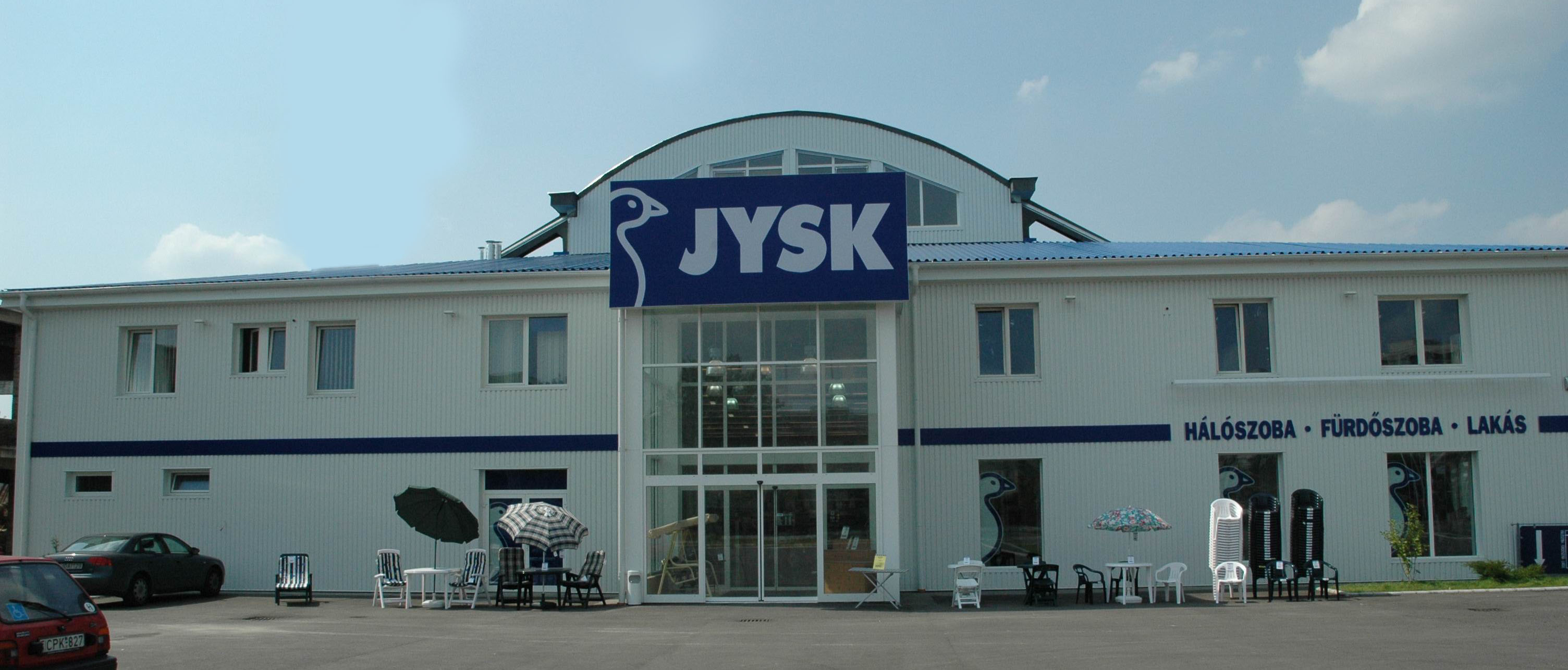
Magasin JYSK en Hongrie.
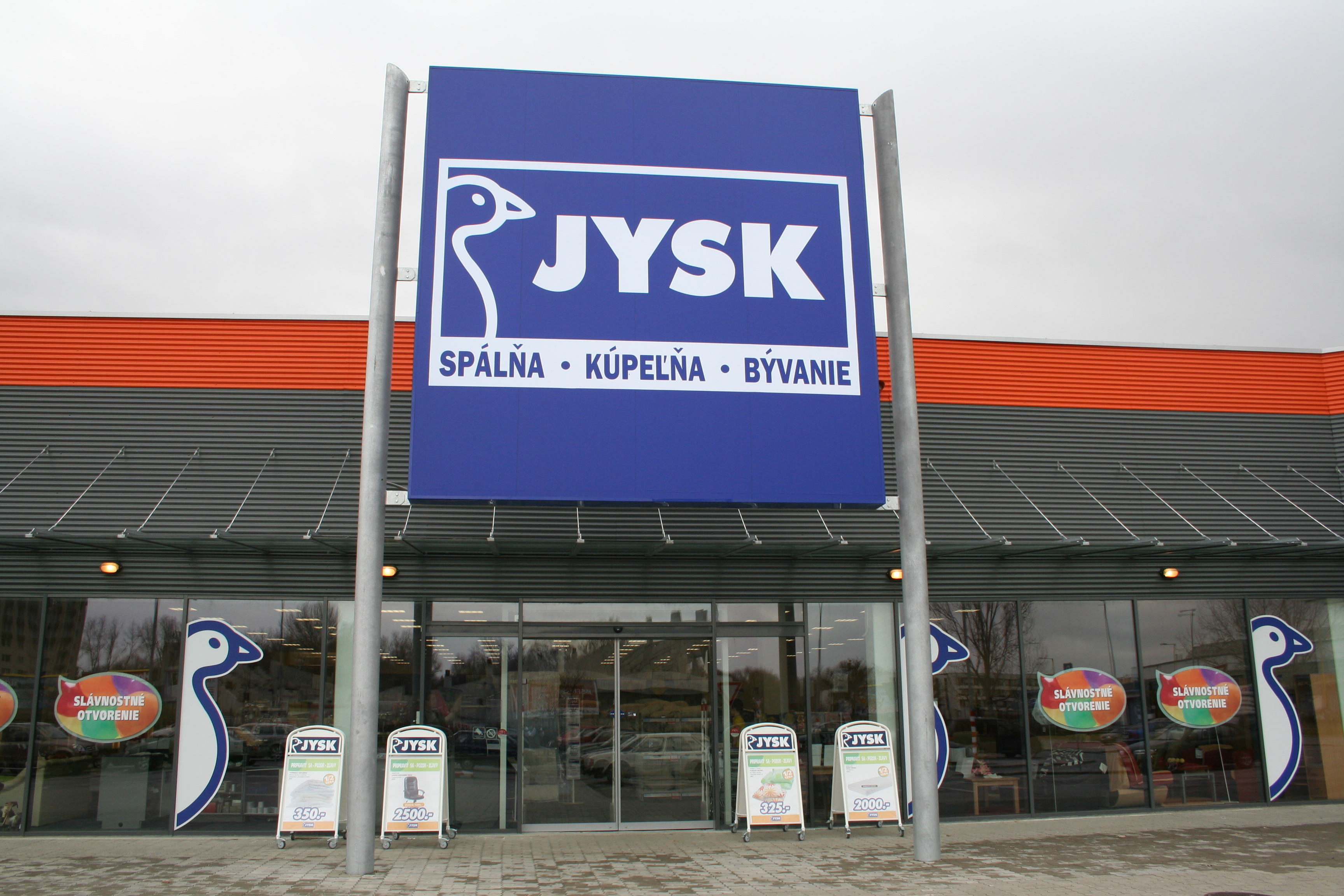
Magasin JYSK en Slovaquie.
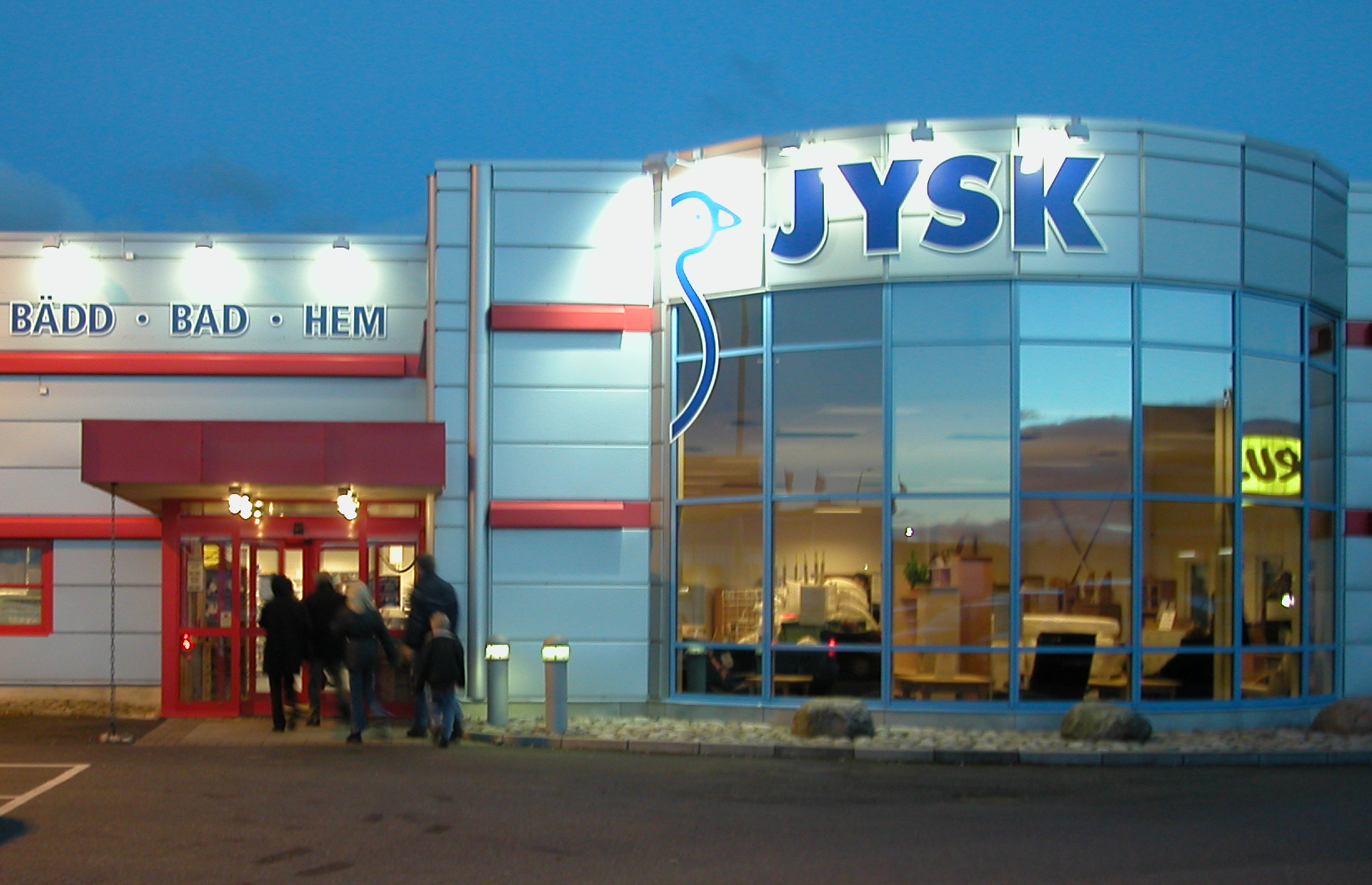
Magasin JYSK en Suède.
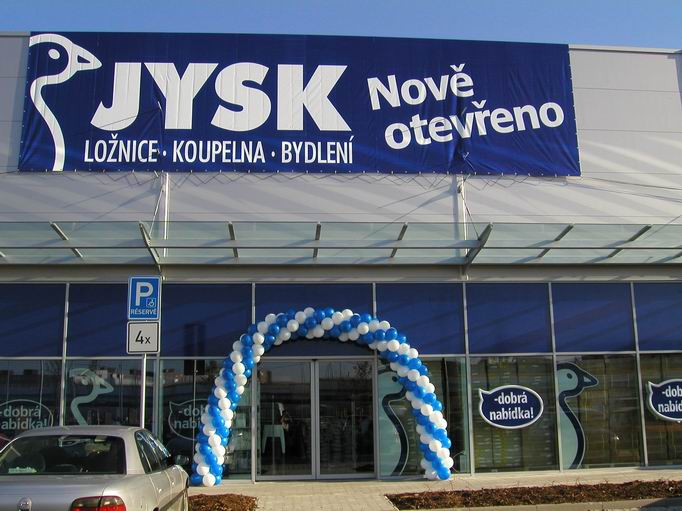
Magasin JYSK en République Tchèque.

## JYSK France
La filiale française a été créée le 26 juin 2006 à Metz. Elle compte actuellement 73 établissements. Malgré la progression du nombre de magasins et de son chiffre d'affaires l'activité reste déficitaire :
|                       | 31-08-2014 | 31-08-2015 | 31-08-2016 | 31-08-2017 | 31-08-2018 |
| --------------------- | ---------- | ---------- | ---------- | ---------- | ---------- |
| Chiffre d'affaires    | 15 663     | 15 617     | 15 701     | 17 416     | 23 298     |
| Résultat (+ ou -)     | - 3 8847   | - 3 426    | - 3 385    | - 3 829    | - 4 610    |
| Effectif moyen annuel | 145        | 123        | 126        | 138        | 171        |